# آلاء العوادي
آلاء العوادي (27 يوليو 1981 - 18 يناير 2018) إعلامية عراقية كانت تقدّم فقرة السياحة العلاجية ضمن برنامج صباح الخير يا عرب على قناة إم بي سي واشتهرت بها واسعا.

## سيرتها
ولدت في 27 يوليو 1981 ببغداد. درست في كلية الفنون الجميلة بالعراق، ثم عملت كمذيعة في مجموعة mbc وعاشت في دبي، كانت متزوجة وأنجبت 3 أبناء هم سارة وعمر وعلي.

## وفاتها
توفيت آلاء العوادي في 18 يناير 2018 بعد صراع مع مرض السرطان. نعتها لجين عمران، ومجد ناجي وزميلتها علا الفارس، كما رثاها العديد من الإعلاميين بالوطن العربي، وأشارت لجين عمران أن العوادي رفضت إخبار والديها بمرضها، متمسكة بعبارة: «ليش أخبرهم وأخليهم يشيلون همي؟».